# Skazi
Skazi är en tranceduo med Asher Swisa från Israel. Skazi är kända för att använda hårdrocksriff i sina låtar. Skazi har även blivit kända för sina liveframträdanden där det levereras psykedelisk musik med mycket energi.